# Imam ismailiti-fatimidi
Gli Imam ismailiti-fatimidi possono essere distinti in coloro che furono attivi in un primo periodo che potrà essere chiamato proto-fatimide e in uno direttamente riferito alla presa di potere di 'Ubayd Allāh al-Mahdī in Ifriqiya, e successivamente dei suoi discendenti in Egitto e in parte della Siria e dell'Arabia, nel periodo propriamente fatimide.
| Date di nascita e di morte | Imām                                                    |
| -------------------------- | ------------------------------------------------------- |
| n. 719÷722 m. 754÷762      | Isma'il ibn Ja'far al-Ṣādiq al-Mubārak ("il Benedetto") |
| ? - dopo il 795            | Muhammad ibn Isma'il al-Maymūn ("il Fortunato")         |
| 795 - 874                  | 'Abd Allah al-Wafi al-Akbar ("il Maggiore")             |
| 813-4 - 840                | Muḥammad al-Taqī (Aḥmad b. ʿAbd Allāh)                  |
| * - 881 ca.                | al-Ḥusayn                                               |
| 881 - 934                  | ʿAlī / Saʿīd / ʿUbayd Allāh al-Mahdī                    |
| 934-946                    | Abū l-Qāsim Muḥammad                                    |
| 946 - 953                  | al-Manṣūr bi-llāh                                       |
| 953 - 975                  | al-Muʿizz li-dīn Allāh                                  |
| 975 - 996                  | al-ʿAzīz bi-llāh                                        |
| 996 - 1021                 | al-Ḥākim bi-amr Allāh                                   |
| 1021 - 1036                | al-Ẓāhir li-iʿzāz al-Dīn Allāh                          |
| 1036 - 1094                | Al-Mustanṣir bi-llāh                                    |
| 1094 - 1101 1094 - 1097    | Aḥmad al-Mustāʿlī bi-llāh Nizār al-Muṣṭafā li-Dīn Allāh |
| 1101 - 1130                | al-Āmir                                                 |
| 1130 - 1132                | al-Ḥāfiẓ (reggente)                                     |
| 1132 - 1149                | al-Ḥāfiẓ                                                |
| 1149 - 1154                | al-Ẓāfir                                                |
| 1154 - 1160                | al-Fāʾiz                                                |
| 1160 - 1171                | al-'Adid                                                |